# Hipotireoidizam
Hipotireoidizam (lat. Hypothyreosis) ili hipotireoza je naziv za smanjenu funkciju štitne žlijezde, koja može biti posljedica nedovoljnog lučenja hormona štitne žlijezde ili izostanka učinka hormona štitne žlijezde na tkivima. 

## Uzroci
Hipotireoza može biti:
- primarna - uzrok je poremećaj u štitnoj žlijedi
- sekundarna - uzrok je poremećaj u hipofizi
- tercijarna - uzrok je poremećaj u hipotalamusu
- posljedica poremećaja u perifernim tkivima

### Primarna hipotireoza
Najveći broj hipotireoza su primarne hipotireoze. Primarne hipotireoze su u svijetu najčešće uzrokovane nedostatkom joda, dok je u razvijenim zemljama glavni uzrok autoimuna bolest (Hashimotov tireoiditis i Basedowljeva bolest).
Kod djece najčešći uzrok hipotireoze je prirođeni nedostatak štitne žlijezde.
Ostali uzroci mogu biti operativno odstranjenje štitnjače, oštećenje tkiva štitnjače zračenjem ili radioaktivnim jodom (kod liječenje hipertireoze) odnosno kod uzimanja nekih lijekova.

### Sekundarna i tercijarna hipotireoza
Poremećaji koji uzrokuje sekundarne i tercijarne hipotireoze su najčešće vezani uz manjak tireotropina (TSH) ili neučinkovit TSH kao posljedica širenja tumora, autoimune bolesti ili oštečenja zračanjem koji zahvaća hipofizu odnosno hipotalamus.

## Simptomi
Simptomi hipotireoze mogu biti: umor, pospanost, nepodnošenje hladnoće, konstipacija, suha, hrapava koža, bradikardija, smanjeno znojenje, parestezije, poremećaji menstrualnog ciklusa, promuklost.

## Dijagnostika
Za dijagnozu se uz kliničku sliku koristi mjerenje razine TSH i hormona štitnjače tiroksina i trijodtironina. 
U primarnoj hipotireozi hormoni štitnjače su obično sniženi dok je razina TSH povišena. Subklinička hipotireoza je blaži oblik u kojem je povišen samo TSH, a hormoni štitnjače su još uredni.

## Liječenje
Liječenje se temelji na nadoknadi hormona štitnjače, tj. uzimanju sintetskog oblika levotiroksina.
|  | Molimo pročitajte upozorenje o korištenju medicinskih informacija. Ne provodite liječenje bez savjetovanja s liječnikom! |